# Belgrandiella multiformis
Belgrandiella multiformis is een slakkensoort uit de familie van de Hydrobiidae. De wetenschappelijke naam van de soort is voor het eerst geldig gepubliceerd in 1995 door W. Fischer & P. Reischutz.